# 왕가 (전한)
왕가(王嘉, ? ~ 기원전 2년)는 전한 말기의 관료로, 자는 공중(公仲)이며 우부풍 평릉현(平陵縣) 사람이다.

## 생애
경서에 밝아 낭(郞)이 되었으나 면직되었다. 이후 광록훈 우영의 속관이 되고 효렴으로 천거되어 장릉현위(長陵縣尉)가 되었고, 홍가 연간에 성제에게 발탁되어 태중대부가 되고 태수를 역임하여 치적을 쌓았다. 다시 조정의 부름을 받아 대홍려가 되었고, 경조윤으로 전출되었다가 건평 2년(기원전 5년) 어사대부가 되었다. 이듬해에는 평당의 뒤를 이어 승상이 되고 신보후(新甫侯)에 봉해졌다. 성품이 강직하고 위엄이 있어, 애제의 공경을 받았다.
건평 4년(기원전 3년), 애제는 동평양왕의 모반을 고발한 총신 동현를 열후에 봉하려 하였는데, 왕가는 이에 반대하여 애제와 대립하였다. 그러나 애제는 이를 강행하였고, 이후에도 왕가는 계속 애제에게 동현을 멀리할 것을 진언하였다. 이로써 왕가와 애제는 사이가 틀어졌다.
원수 2년(기원전 2년), 애제는 할머니 부태후의 유언에 따라 동현의 봉읍을 늘린다는 내용의 조서를 내렸다. 조서를 받은 왕가는 봉인을 뜯지도 않고 그대로 애제에게 돌려보냈고, 다시 애제에게 간하였다. 크게 노한 애제는 왕가를 하옥시켰고, 왕가는 식사를 거부하고 옥중에서 굶어죽었다.

## 출전
- 반고, 《한서》 권86 하무왕가사단전

| 전임 소육 | 전한의 대홍려 기원전 8년 | 후임 임굉 |

| 전임 병한 | 전한의 경조윤 기원전 7년 - 기원전 5년 | 후임 무장륭 |

| 전임 평당 | 전한의 어사대부 기원전 5년 - 기원전 4년 | 후임 왕숭 |

| 전임 평당 | 전한의 승상 기원전 4년 - 기원전 2년 | 후임 공광 |

| 전임 (첫 봉건) | 전한의 신보후 기원전 4년 - 기원전 2년 | 후임 (5년 후) 아들 왕숭 |